# Списак рудника у Грчкој
Следећа листа рудника у Грчкој је подгрупа списку рудника у Европи и Листе чланака о рудницима . Ова листа садржи радне, затворене и будуће руднике у земљи и чине их примарни извори минерала. Из практичних разлога минерали, мермери и други каменоломи могу бити укључени у ову листу. 

## Угаљ
- Рудник угља Драма
- Рудник Мегалополи
- Рудник угља Птолемаида-Флорина

### Рудник угља Драма
Овај рудник се налази у периферији Источна Македонија и Тракија. Садржи до милијарде тона лигнита и сматра се за једно од највећих лежишта угља у Европи.

### Рудник Мегалополи
Рудник је отпочео са радом 1970. године, а данас је затворен. То је био рудник површинске експлоатације лигните са великим резервама.

### Рудник угља Кајлар-Лерин
Рудник се налази у провинцији Западна Македонија у Грчкој. Има велике резерве лигнита и експлоатише 49 милиона тона угља годишње.

## Злато
- Руднк Олимпија
- Рудник Сидероцауса
- Рудник Скоуриес

### Рудник Олимпија
Рудник се налази на полуострву Халкидики и још увек је активан. Из њега се експлоатишу руде злата, сребра, олова и цинка. Садржи велики проценат злата у руди што омогућава експлоатацију једног милиона тона годишње.

### Рудник Сидероцауса
Ридник Сидероцауса је био рудник злата и сребра који је био активан за време Византијског и Отоманског царства. Лоциран је на северо-источној страни Халкидикија.

### Рудник Скоуриес
Рудник Скоуриес представља висококвалитетно лежиште руде злата и бакра, које се налази на полуострву Халкидики у северној Грчкој. Тренутно је у фази развоја Елдорадо Голд и планира се да се отвори јама и подземни рудник. Производња је циљана на 2019. годину.